# Pericnemis stictica
Pericnemis stictica är en trollsländeart som först beskrevs av Hagen in Selys 1863.  Pericnemis stictica ingår i släktet Pericnemis och familjen dammflicksländor. IUCN kategoriserar arten globalt som livskraftig. Inga underarter finns listade i Catalogue of Life.